# El instinto del lenguaje
El instinto del lenguaje (en inglés, The Language Instinct) es un libro de 1994 de Steven Pinker, escrito para una audiencia general. Pinker sostiene que los humanos nacen con una capacidad innata para el lenguaje. Trata con simpatía la afirmación de Noam Chomsky de que todo el lenguaje humano muestra evidencia de una gramática universal, pero disiente del escepticismo de Chomsky de que la teoría evolutiva puede explicar el instinto del lenguaje humano.

## Tesis
Pinker critica una serie de ideas comunes sobre el lenguaje, por ejemplo, que a los niños se les debe enseñar a usarlo, que la gramática de la mayoría de las personas es mala, que la calidad del lenguaje está disminuyendo constantemente, que el tipo de facilidades lingüísticas que ofrece un idioma (por ejemplo, algunos idiomas tienen palabras para describir la luz y la oscuridad, pero no tienen palabras para los colores) tiene una gran influencia en la posible gama de pensamientos de una persona (la hipótesis de Sapir-Whorf), y que a los animales no humanos se les ha enseñado el lenguaje (ver Lenguaje de los grandes simios). Pinker ve el lenguaje como una habilidad única de los humanos, producida por la evolución para resolver el problema específico de la comunicación entre los cazadores-recolectores sociales. Compara el lenguaje con las adaptaciones especializadas de otras especies, como el tejido de las arañas o el comportamiento de construcción de presas de los castores, y llama a los tres "instintos".
Al llamar al lenguaje un instinto, Pinker quiere decir que no es un invento humano en el sentido en que lo son el trabajo de los metales e incluso la escritura. Si bien solo algunas culturas humanas poseen estas tecnologías, todas las culturas poseen lenguaje. Como prueba adicional de la universalidad del lenguaje, Pinker, basándose principalmente en el trabajo de Derek Bickerton, señala que los niños inventan espontáneamente un habla gramatical consistente (un criollo) incluso si crecen entre una población de culturas mixtas que hablan un pidgin comercial informal sin reglas consistentes. Los bebés sordos "balbucean" con las manos como lo hacen los demás con la voz, e inventan espontáneamente lenguajes de señas con gramática verdadera en lugar de un tosco sistema de señalamiento de "yo Tarzán, tú Jane". El lenguaje (habla) también se desarrolla en ausencia de instrucción formal o intentos activos por parte de los padres de corregir la gramática de los niños. Estos signos sugieren que, más que una invención humana, el lenguaje es una habilidad humana innata. Pinker también distingue el lenguaje de la capacidad de razonamiento general de los humanos, enfatizando que no es simplemente una marca de inteligencia avanzada, sino más bien un "módulo mental" especializado. Distingue la noción de gramática del lingüista, como la colocación de adjetivos, de reglas formales como las del manual de estilo de escritura del inglés estadounidense. Sostiene que debido a que reglas como "una preposición no es una palabra adecuada para terminar una oración" deben enseñarse explícitamente, son irrelevantes para la comunicación real y deben ignorarse.
Pinker intenta trazar los contornos del instinto del lenguaje citando sus propios estudios sobre la adquisición del lenguaje en los niños y los trabajos de muchos otros lingüistas y psicólogos en múltiples campos, así como numerosos ejemplos de la cultura popular. Señala, por ejemplo, que tipos específicos de daño cerebral causan deficiencias específicas del lenguaje como la afasia de Broca o la afasia de Wernicke, que tipos específicos de construcción gramatical son especialmente difíciles de entender y que parece haber un período crítico en la infancia para el desarrollo del lenguaje al igual que existe un período crítico para el desarrollo de la visión en los gatos. Gran parte del libro se refiere al concepto de Chomsky de una gramática universal, una metagramática en la que encajan todos los lenguajes humanos. Pinker explica que una gramática universal representa estructuras específicas en el cerebro humano que reconocen las reglas generales del habla de otros humanos, como si el idioma local coloca adjetivos antes o después de los sustantivos y comienza un proceso de aprendizaje especializado y muy rápido que no se puede explicar como razonamiento a partir de primeros principios o lógica pura. Esta maquinaria de aprendizaje existe solo durante un período crítico específico de la infancia y luego se desmonta para ahorrar, liberando recursos en un cerebro hambriento de energía.

## Recepción
Algunos han desafiado las suposiciones de Pinker sobre la naturaleza innata del lenguaje. El lingüista inglés Geoffrey Sampson ha refutado algunas de las afirmaciones hechas en el libro sobre esto.
Richard Webster, escribe en Why Freud Was Wrong (1995), y concluye que Pinker argumenta convincentemente que la capacidad humana para el lenguaje es parte de la dotación genética asociada con la evolución a través de la selección natural de redes neuronales especializadas dentro del cerebro, y que su ataque en el "modelo estándar de las ciencias sociales" de la naturaleza humana es eficaz. Webster acepta el argumento de Pinker de que, por motivos ideológicos, los científicos sociales del siglo XX han minimizado el grado en que la naturaleza humana está influenciada por la genética. Sin embargo, Webster considera cuestionable la especulación de Pinker sobre otras redes neuronales especializadas que pueden haber evolucionado dentro del cerebro humano, como la "mecánica intuitiva" y la "biología intuitiva", y cree que existe el peligro de que otras personas las traten como ciencia. Webster cree que tales especulaciones fortalecen a los partidarios del determinismo genético extremo.